# Ichikikushikino

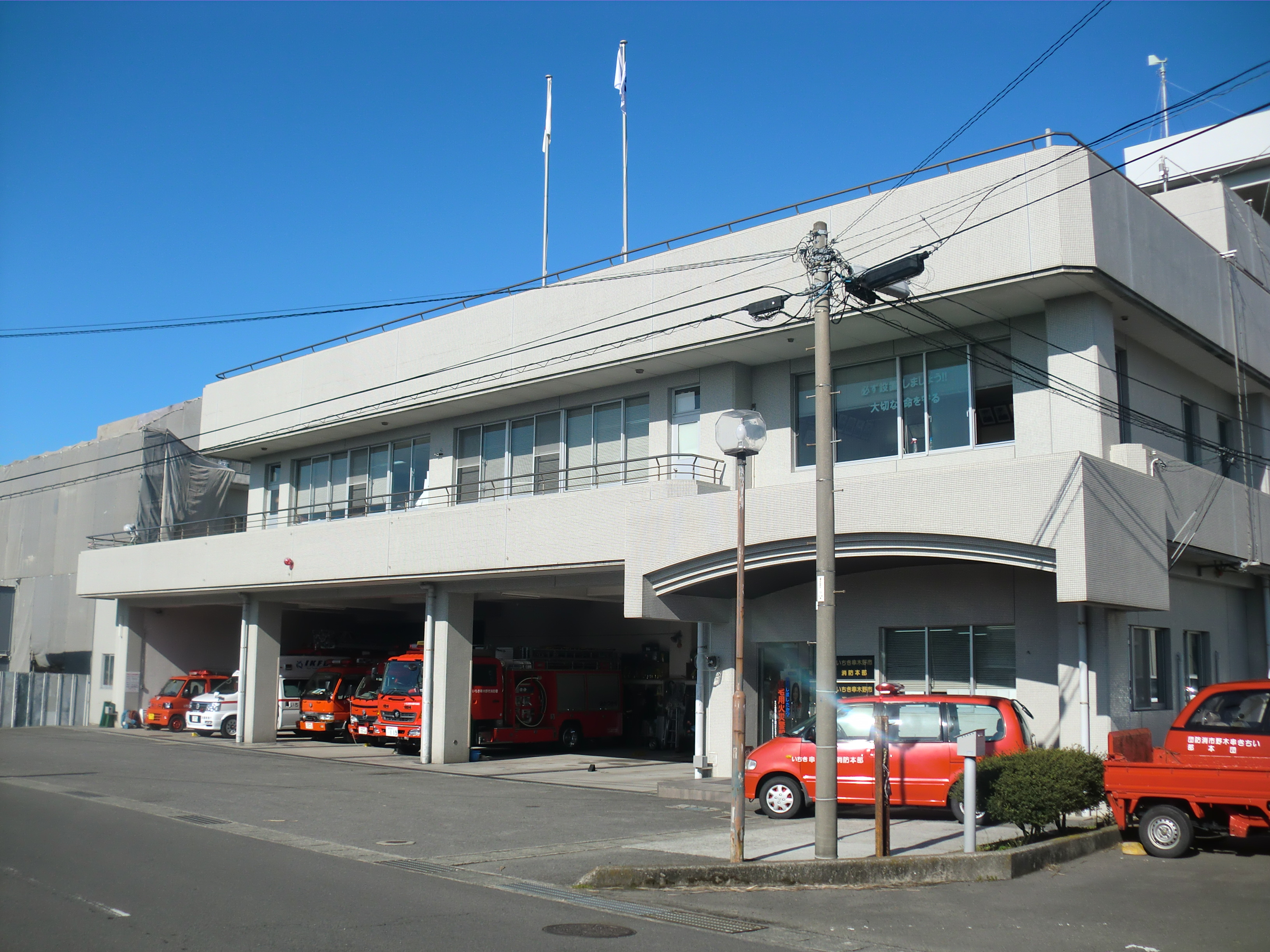
Brandstation i Ichikikushikino

Ichikikushikino (japanska いちき串木野市) är en stad i Kagoshima prefektur i södra Japan. Staden bildades 2005 genom en sammanslagning av staden Kushikino och kommunen Ichiki. Staden är belägen nordväst om Kagoshima, och ingår i dess storstadsområde. 